# عزبة الأهالي
منشأة الأهالي أو عزبة الأهالي إحدى قرى مركز القناطر الخيرية في محافظة القليوبية. تأتى هذة التسمية كون أغلبية عدد السكان أقارب (أهالي). تشتهر عزبة الأهالي بزراعة الورد ويبلغ عدد سكانها حوالى 12000 نسمة، حسب تعداد احصائيات جداول انتخابات مجلس الشعب (2015). غيير اسمها إلى (منشأة الأهالي) بقرار جمهوري سنة 2005م.

## وصلات خارجية
- عزبة الاهالى.مملكة الورد
- عزبة الاهالى مملكة الزهور في مصر.برنامج اخر النهار